# フォザリンゲイ
フォザリンゲイ（Fotheringay）は、短命に終わったブリティッシュ・フォークロック・グループで、1970年にシンガーソングライターでありミュージシャンのサンディ・デニーがフェアポート・コンヴェンションを脱退して結成した。バンドの名前は、スコットランドの女王メアリーが投獄されたフォザリンゲイ城を歌った1968年作曲の「フォザリンゲイ」から名付けられた。この曲のオリジナルは1969年のフェアポート・コンヴェンションでのデニーの最初のアルバムとなる『ホワット・ウィー・ディド・オン・アワ・ホリデイズ』で発表されたものである。オリジナルのフォザリンゲイは同名タイトルのアルバムを1枚リリースしたが、1971年の初めにデニーがソロとしてのキャリアを始めるとともに解散した。45年後、オリジナル・メンバーのうちで存命だった3人に新しいミュージシャンを加えて再結成され、2015年と2016年にツアーを行った。

## キャリア
サンディ・デニーに、トレヴァー・ルーカス（ギター）とジェリー・コンウェイ（ドラム）という元エクレクションの2人と、ポエット・アンド・ザ・ワン・マン・バンドからのジェリー・ドナヒュー（ギター）とパット・ドナルドソン（ベース）がまとまった5人組で、ファースト・アルバムに携わるラインナップが完成した。  
このフォークを基調とした曲のセットには、特に「Nothing More」「The Sea」「The Pond and The Stream」や、ゴードン・ライトフットの「The Way I Feel」、ボブ・ディランの「Too Much of Nothing」が含まれている。オリジナルがリリースされた年に、このアルバムは英国の2つの音楽誌（『メロディ・メイカー』と『ニュー・ミュージカル・エクスプレス』）のトップ20にランクインしたが、商業的な期待に応えることができず、デニーにソロ・キャリアを引き受ける重圧が高まった。デニーは『メロディ・メイカー』誌の読者投票で2年連続で英国のナンバー1歌手に選ばれている。アルバムは全英アルバムチャートの18位を記録した。 
1970年10月23日、ドイツのエッセンにあるグルーガハレで、フォザリンゲイによる特別なライブ・パフォーマンスが録音された。コンサートのテープはフォザリンゲイのギタリスト、ジェリー・ドナヒューによってリマスタリングが施され、2011年にリリースされた。 
フォザリンゲイは1971年1月に予定されていたセカンド・アルバムのセッションの途中で解散した。デニーの1971年のデビュー・ソロ・アルバム『海と私のねじれたキャンドル』でいくつかの曲が取り上げられた。ルーカス、コンウェイ、ドナヒューは、1972年にフェアポート・コンヴェンションに参加し、アルバム『ロージー』を録音した。このアルバムにはフォザリンゲイの素材も使用されている。ただし、コンウェイが演奏したのは3曲のみで、その後はセッション・ミュージシャンとしての活動を開始した。その後、コンウェイとドナルドソンの両名は複数の作業でリチャード・トンプソンと協力している。ルーカスとドナヒューはさらに数年間フェアポートにとどまり、1973年にアルバム『ナイン』がリリースされ、1974年にはデニーが再加入した。このメンバーはさらに『ライブ』と『ライジング・フォー・ザ・ムーン』の2枚のアルバムを録音した。デニーはドナヒューおよびルーカスとともに1975年12月にフェアポートを離れ、一方、コンウェイは1997年にフェアポートに再参加した。 
2007年に BBCはドナヒューが計画はされたが放置されているフォザリンゲイのセカンド・アルバムを完成させようとしていると告げた。アルバム『Fotheringay 2』は翌年の夏に完成し、Fledg'lingレコードから2008年9月29日にリリースされた。 
4枚組のコレクション、『Nothing More：The Collected Fotheringay』が2015年3月30日にリリースされた。これはグループの録音の最も包括的な編集物であり、『フォザリンゲイ』『Fotheringay 2』という2アルバム全曲の最終的なスタジオ・バージョンとデモ/別テイクの両方に加えて、未発表の数曲を含む1970年のロッテルダムにおけるライブ完全版からの曲、以前は海賊版としてのみ流通していたBBCラジオ・セッションで録音された7曲、および1970年にドイツのテレビ・シリーズ『Beat-Club』用に録音されたフォザリンゲイによる4曲のパフォーマンスというサンディ・デニーの貴重なテレビ映像を収めたDVDも含まれている。 
2015年6月、バンド結成時のメンバーのうち、存命の3人（ジェリー・ドナヒュー、ジェリー・コンウェイ、パット・ドナルドソン）が英国における6日間のツアーで再結成した。キャサリン・ロバーツ（イクエイション、KR＆ショーン・レイクマン）、サリー・バーカー（ザ・プージーズ、「ザ・ボイス」）、PJ・ライト（ザ・ディラン・プロジェクト、リトル・ジョニー・イングランド）が加わり、デニーとルーカスの不在にもかかわらず調和の取れたボーカルを提供した。彼らはまた、2016年6月28日にウルヴァーハンプトンで演奏した。ロンドンのチェルシーFCのスタンフォードブリッジグラウンドのアンダーザブリッジ会場での演奏日程が2016年6月24日と発表された。

## ディスコグラフィ

### アルバム
- 『フォザリンゲイ』 - Fotheringay (1970年、アイランド / A&M)
- 『2』 - Fotheringay 2 (2008年、Fledg'ling Records)
- Fotheringay Essen 1970 (2011年、Thor's Hammer Records) ※ライブ
- Nothing More: The Collected Fotheringay (2015年、Universal Music) ※コンピレーション

## 書誌
- Mick Houghton. I've Always Kept a Unicorn – The Biography of Sandy Denny. Faber & Faber, 2015; ISBN 0571278914
- Clinton Heylin. No More Sad Refrains – The Life and Times of Sandy Denny. London, Helter Skelter, 2002; ISBN 1-900924-35-8
- Clinton Heylin. Gypsy Love Songs & Sad Refrains – The Recordings of Richard Thompson and Sandy Denny. Labour of Love Productions, 1989.

## 参照資料
1. ↑  「フォーザリンゲイ」の表記もある。
2. ↑  Roberts, David (2006). British Hit Singles & Albums (19th ed.). London: Guinness World Records Limited. p. 209. ISBN 1-904994-10-5
3. ↑  Tobler, John (1992). NME Rock 'N' Roll Years (1st ed.). London: Reed International Books Ltd. pp. 222. CN 5585
4. ↑  Ward, Philip, "Into the Light", R2 (Rock'n'Reel), 2(13), January/February 2009, pp37-39.
5. ↑  www.fotheringay.com: The Band
6. ↑  "The Guide"; Guardian, 25 June 2016, p. 10
7. ↑  “Under The Bridge The Fulham Road, London, United Kingdom”. 20200815閲覧。